# Emmerich Schrenk
Emmerich Schrenk (né le 2 novembre 1915 à Vienne, mort le 2 octobre 1988 dans la même ville) est un acteur autrichien.

## Biographie
Après une formation au Max Reinhardt Seminar, il commence dans les théâtres viennois. Il fait ses débuts au cinéma en 1949 dans Duell mit dem Tod.
Il a une percée grâce à sa participation dans 08/15. Il joue dans les suites 08/15 s'en va-t-en-guerre et 08/15 Go Home. Schrenk reste associé à 08/15, bien qu'il participe rarement à des drames de guerre. Dans les années 1970, il se retire largement du cinéma. Il tient un dernier rôle en 1982 dans la série Kottan ermittelt.

## Filmographie sélective
- 1949 : Duell mit dem Tod
- 1954 : 08/15
- 1955 : 08/15 s'en va-t-en-guerre
- 1955 : 08/15 Go Home
- 1956 : Wo der Wildbach rauscht
- 1956 : Der Jäger vom Roteck
- 1957 : La Forêt d'argent (Der Wilderer vom Silberwald) d'Otto Meyer (de)
- 1957 : Der Pfarrer von St. Michael
- 1958 : Les Chiens sont lâchés
- 1958 : Einmal noch die Heimat seh'n
- 1958 : U 47 – Kapitänleutnant Prien
- 1958 : Les Souris grises
- 1959 : Arzt ohne Gewissen
- 1960 : Agent double
- 1961 : Les Fiancées d'Hitler
- 1961 : Der Orgelbauer von St. Marien
- 1962 : Er kann's nicht lassen
- 1962 : Barras heute
- 1963 : Interpol contre stupéfiants
- 1964 : La Nuit des vampires
- 1965 : DM-Killer
- 1965 : Les Séquestrées
- 1969 : Donnerwetter! Donnerwetter! Bonifatius Kiesewetter
- 1972 : Sie nannten ihn Krambambuli